# Волутраума
Волутраума је компликација која се јавља услед механичке вентилације која се може манифестовати као екстра алвеоларни ваздух или акутна повреда плућа изазвана вентилатором. 

## Етиопатогенеза
Претерано истезање дисајних путева и алвеола вентилацијом плућа великог обима изазива волутрауму. Ефекти волутрауме над плућним паренхимом могу се проценити на различитим просторним скалама, у том смислу одговор његових резидентних ћелија на деформишући стрес је важан како би се обезбедила биолошка основа заштите плућа.  
Директни ефекти изазвани волутраумом резултују упорним цикличним истезањем током механичке вентилације, што стимулише алвеоларне епителне и васкуларне ендотелне ћелије кроз механо-осетљиве мембранске протеинске и јонске канале. Ово циклично регрутовање нестабилних прекомерно проширених алвеоларних региона изазвано МВ изазива у почетку локални инфламаторни одговор, који је повезан са ћелијском некрозом око плућног ткива, а затим системски инфламаторни одговор који на крају може довести до тешког синдрома вишеструке дисфункције органа.
Деформација ткива као последица волутрауме активира сигнализацију нуклеарног фактора-капа Б (НФ-κБ), што последично доводи до производње интерлеукина (ИЛ)-6, ИЛ-8, ИЛ-1β и фактора туморске некрозе ТНФ-α. На пример, високи нивои ИЛ-6 су откривени у различитим експерименталним моделима вентилатором индуковане повреде плућа, и у серуму и течности бронхоалвеоларне лаваже пацијената са АРДС под МВ. Дакле, цитокини и хемокини су потенцијални ефекторски молекули који модулирају и регулишу почетне механизме вентилатором индуковане повреде плућа. У овом погледу, ефекти високе ВТ вентилације су чак демонстрирани на моделима без претходне повреде плућа, где је, на пример, висока вентилација ВТ довела до повећања експресије интрапулмоналног ТНФ-α и инфламаторног протеина-2 макрофага код мишева.

## Клиничка слика
Знаци и симптоми волутрауме могу укључивати тешку повреду алвеола која доводи до:
- отицања ткива или едема у плућима,
- крварења у алвеолама,
- смањења плућне савитљивости,
- алвеоларне руптуре и
- потпуног колапса алвеола.

## Дијагноза
Волутраума се може дијагностиковати физичким прегледом, рендгеном грудног коша и гасном аналзом артеријске крви да би се квантификовао степен респираторног компромиса и комјутрским скенирањем.

## Диференцијална дијагноза
Баротраума је стање које настаје када изненадне промене притиска ваздуха или воде оштете физичке органе као што су уши, плућа и синуси, док је волутраума компликација која настаје услед ултраструктурне повреде плућа пренапрегнутошћу која се дешава током механичке вентилације. Дакле, ово је кључна разлика између баротрауме и волутрауме. Штавише, баротраума настаје услед промене притиска спољашњег ваздуха или воде брже него што се тело може безбедно прилагодити њима. С друге стране, волутраума је узрокована претераним истезањем дисајних путева и алвеола вентилацијом великог обима.

## Терапија
Опције лечења волутрауме могу укључивати:
- заштитну вентилацију плућа,
- дренажу у грудима као што је дренажа екстра алвеоларног гаса цевима. са двоструким луменом
- диференцијалну вентилацију плућа.

## Прогноза
И баротраума и волутраума могу изазвати физичко оштећење унутрашњих органа као што су плућа. Они могу довести до респираторног компромиса или колапса. Дакле, они су опасни по живот. 